# Deutsches Technikmuseum Berlin
Deutsches Technikmuseum Berlin, Německé technické muzeum v Berlíně (DTMB) bylo otevřeno v roce 1983 pod názvem Museum dopravy a technologií, a tento název neslo do roku 1996. Muzeum spravuje více než 100 technických sbírek z minulých století. Má více než 25.000 čtverečních metrů výstavní plochy a ročně jej navštíví 600 000 lidí. Moderní komplex výstavních prostor pro lodní a leteckou dopravu doplňují také depa zrušeného nádraží Anhalter Bahnhof, kde jsou umístěny menší lokomotivy.

## Přístup
Muzeum využívá prostor zrušeného nákladového nádraží v Trebbiner Strasse asi 2 km jižně od Braniborské brány, blízko stanice podzemní dráhy U1 a U2 "Gleisdreieck". Je otevřeno v pracovní dny kromě pondělí v 9:00-17:30, v sobotu a v neděli 10:00-19:00.

## Sbírky
Stálá expozice zahrnuje oddělení chemie, energetiky, tiskařské a papírenské techniky, sdělovací a výpočetní techniky, textilu, leteckou, lodní, železniční a silniční dopravu a oddělení filmu a fotografie. V parku na volném prostranství jsou např. větrné mlýny aj.
Součástí sbírek je také například dvojitá sportovní panoramatická kamera, kterou v roce 1909 vynalezl Julius Neubronner pro svou holubí fotografii.

## Galerie

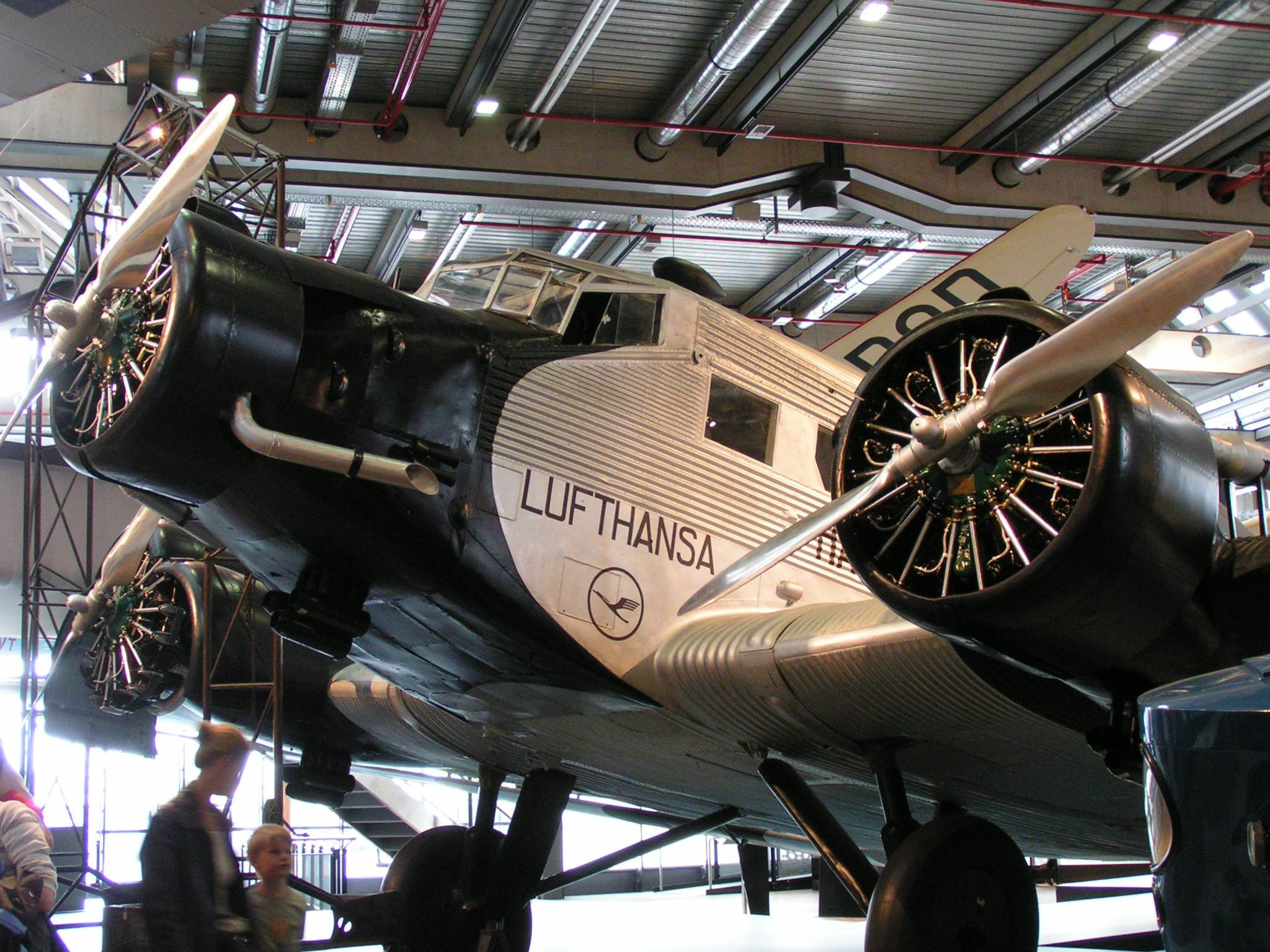
Junkers Ju 52/3m v oddělení letadel
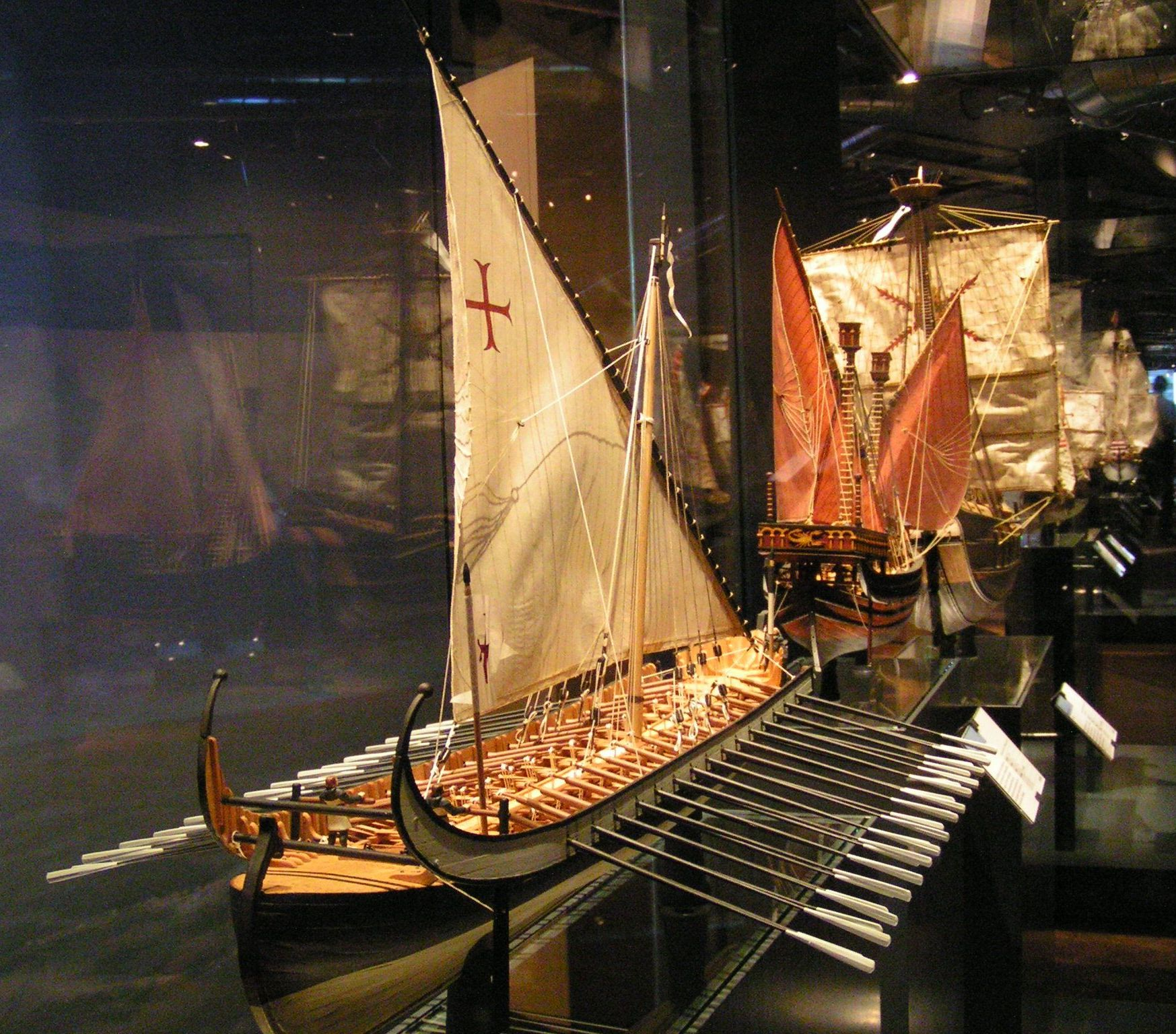
Modely lodí ukazují vývoj lodní stavby
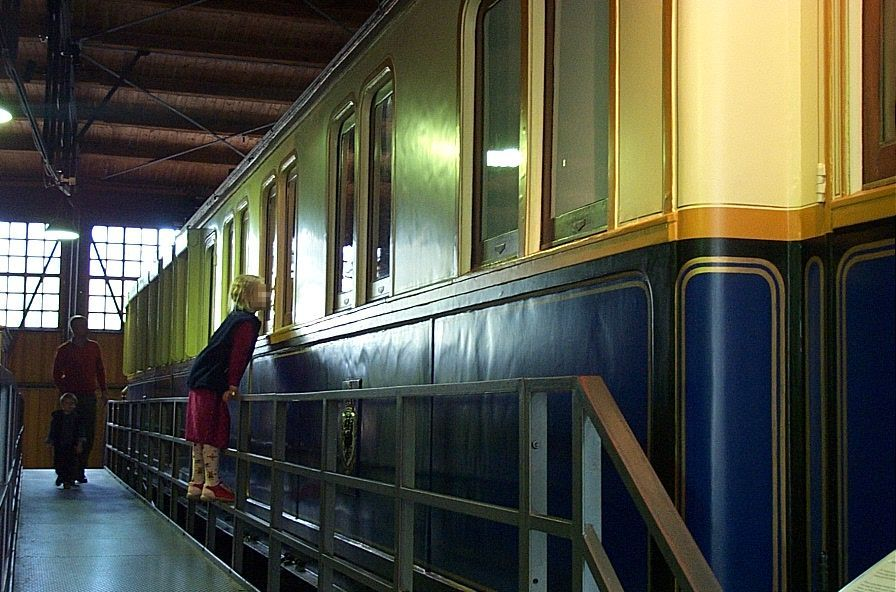
Salónní vůz posledního německého císaře
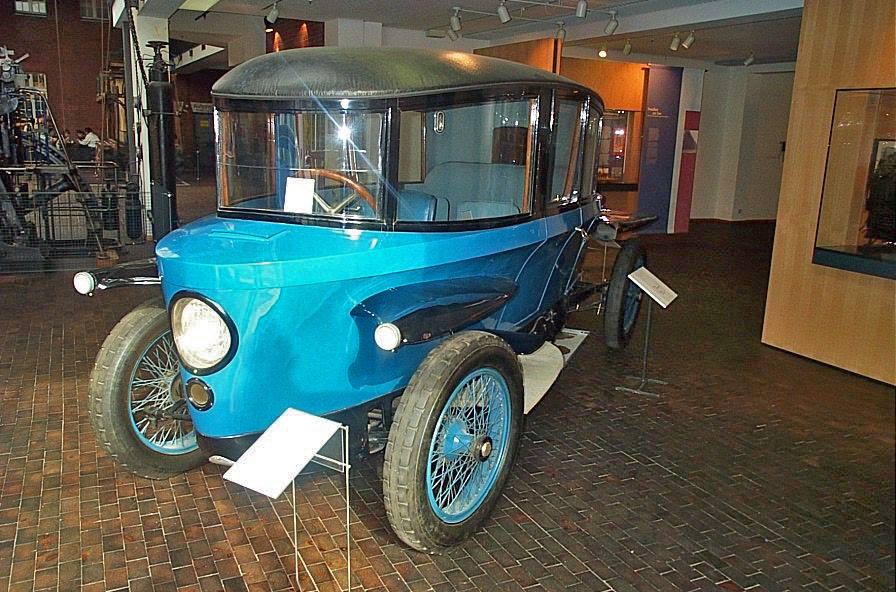
Automobil Rumpler Tropfenwagen
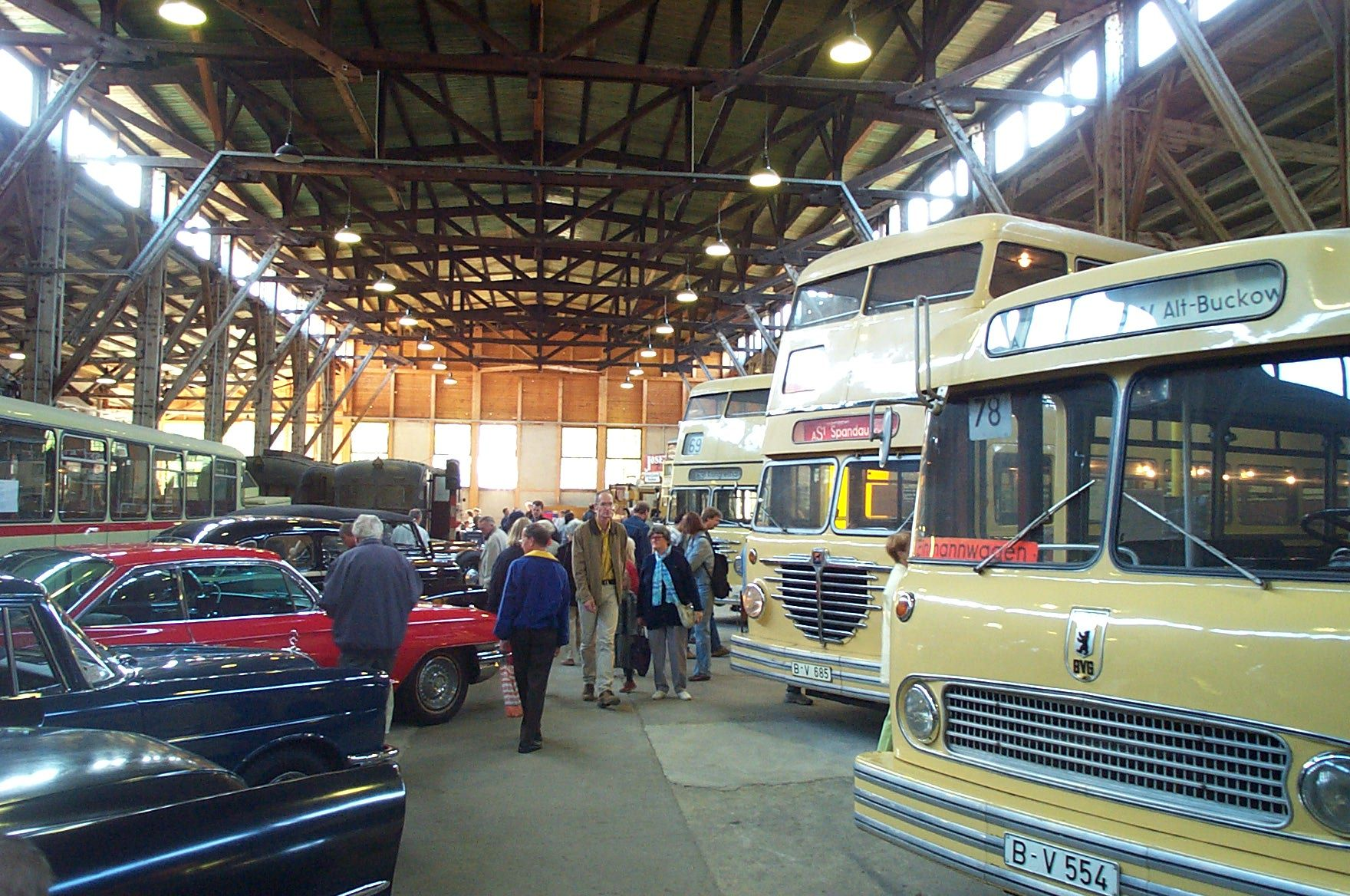
Historické automobily a linkové autobusy v depu muzea
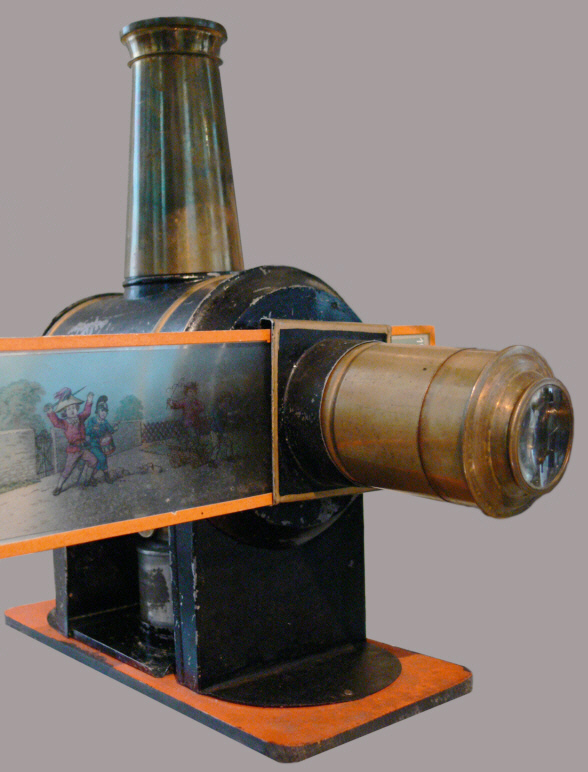
Laterna magica Aulendorf
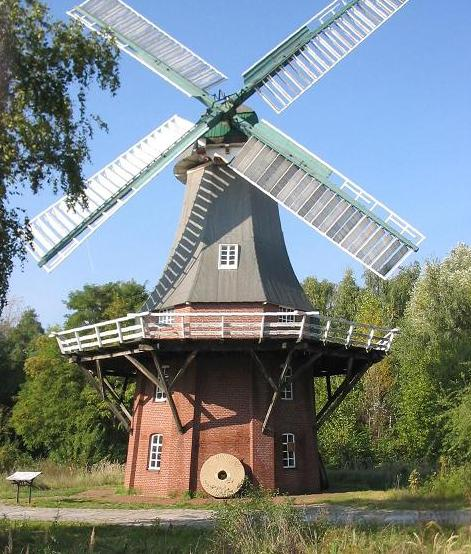
Větrný mlýn